# مطر (فلم 1932)
مطر (بالإنجليزية: Rain) هو فيلم أبيض وأسود درامي أمريكي صدر عام 1932 من إخراج لويس مايلستون، بطولة جوان كروفورد والتر هيوستن وتدور أحداثه عندما تجد عاهرة وصلت حديثًا إلى جنوب المحيط الهادئ نفسها على خلاف مع مبشر صارم عازم على إنقاذ روحها، لكن معاييره الأخلاقية وسلوكه المتغطرس تتدهور بشكل مستمر. تم إعارة جوان كروفورد من قبل شركة مترو غولدوين ماير إلى شركة يونايتد آرتيستس من أجل هذا الفيلم، وتم تصويره جزئيًا في جزيرة سانتا كاتالينا وما يُعرف الآن بمنتزه كريستال كوف الحكومي في كاليفورنيا.
تستند حبكة الفيلم إلى مسرحية مطر التي كتبها جون كولتون وكليمنس راندولف عام 1922، والتي استندت بدورها إلى القصة القصيرة التي كتبها دبليو سومرست موغام عام 1921 بعنوان "الآنسة طومسون" (والتي أعيدت تسميتها لاحقًا باسم "مطر").
في عام 1960، دخل الفيلم إلى قائمة الأفلام التي تنتمي إلى المجال العام في الولايات المتحدة لأن المطالبين لم يجددوا تسجيل حقوق الطبع والنشر الخاص به في العام الثامن والعشرين بعد النشر.

## طاقم التمثيب
- جوان كروفورد بدور سادي تومسون
- والتر هيوستن بدور ألفريد ديفيدسون
- فريد هوارد بدور هودجسون
- بن هندريكس الابن بدور جريجس
- ويليام جارجان بدور الرقيب تيم أوهارا
- ماري شو بدور أمينة
- جاي كيبي بدور جو هورن
- كيندال لي بدور السيدة ماكفيل
- بيولا بوندي بدور السيدة ديفيدسون
- مات مور بدور الدكتور روبرت ماكفيل
- والتر كاتليت بدور ماستر بيتس

## روابط خارجية
- Rain  في قاعدة بيانات الأفلام على الإنترنت (بالإنجليزية)
- مطر (فلم 1932) في قاعدة بيانات تيرنر كلاسيك موفيز للأفلام.
- مطر على فهرس معهد الفيلم الأمريكي
- Rain على يوتيوب
- مطر متوفر للتحميل المجاني على أرشيف الإنترنت